# مكتبة الأدب العربي
تُقدّم مكتبة الأدب العربي طبعات عربية وترجمات إنجليزية لأعمال هامة من الأدب العربي من القرن السابع إلى القرن التاسع عشر. هدف المكتبة هو إحياء وإعادة تقديم الأدب العربي الكلاسيكي إلى جيل جديد بالكامل من العرب وغير العرب، وجعله في متناول الجميع والمساهمة في زيادة قراءته. تمَّت ترجمة عدد قليل جدًا من النصوص من المجموعة الأدبية العربية العظيمة كما تقول المكتبة، ولهذا يتمُّ تحرير الكتب وترجمتها من قبل علماء عرب ومسلمين بارزين من جميع أنحاء العالم، ويتمُّ توفيرها بتنسيق نصوص متوازي بغلاف مقوى باللغتين العربية والإنجليزية على صفحات متقابلة، وكطبعات ورقية باللغة الإنجليزية فقط، وكإصدارات عربية قابلة للتنزيل. بالنسبة لبعض النصوص، تنشر السلسلة أيضًا إصدارات علمية منفصلة مع جهاز نقدي كامل. تشملُ الأنواع الأدبية الشعر والنثر والخيال والدين والفلسفة والقانون والعلوم والتاريخ وكتابة الرحلات. تم نشر السلسلة بواسطة مطبعة جامعة نيويورك وبدعم من منحةٍ من جامعة نيويورك أبوظبي.
تم نشر المجلد الأول في كانون الأول/ديسمبر 2012. تتضمن السلسلة الكلاسيكية المزدوجة اللغة من قِبل ناشرين آخرين مكتبة لوب الكلاسيكية لأوروبا ومكتبة كلاي السنسكريتية للهند. تضمُّ هيئة التحرير فيليب ف. كينيدي من جامعة نيويورك، والذي يعمل كمحرر عام. جيمس مونتغمري، البروفيسور السير توماس آدامز في جامعة كامبريدج، وشوكت توراوا أستاذ اللغة العربية في جامعة ييل الذي يكون بمثابة محرر تنفيذي، وجوليا براي (جامعة أكسفورد)، ومايكل كوبرسون (جامعة كاليفورنيا، لوس أنجلوس)، وجوزيف إي. لوري (جامعة بنسلفانيا)، وطاهرة قطب الدين (جامعة شيكاغو)، وديفين جي ستيوارت (جامعة إيموري)، وشون أنتوني (جامعة ولاية أوهايو)، وموريس بوميرانتز (جامعة نيويورك أبوظبي)، وهما محررين. بالإضافة إلى ذلك، يقدم المجلس الذي يقومُ على المكتبة إرشادات للسلسلة المنتجَة ككل.

## المنشورات
اعتبارًا من عام 2018، نشرت مكتبة الأدب العربي أكثر من ثلاثين ترجمة مطبوعة بغلاف مقوى ثنائي اللغة وأكثر من اثني عشر كتابًا ورقيًا باللغة الإنجليزية فقط. تتوفر أيضًا ملفات بي دي إف باللغة العربية فقط للتنزيل من الموقع مجانًا. تشملُ ترجمات المكتبة بعض الكتب المشهورة من تأليف أحمد فارس الشدياق، وتحرير وترجمة همفري ديفيز. اختيرت بعض الكتب في القائمة المختصرة لجائزة الترجمة الوطنية لجمعية المترجمين الأدبيين الأمريكيين لعام 2016، وأدرجت في القائمة الطويلة لأفضل ترجمة لعام 2014 ضمن جائزة الكتاب التي تنظمها مجموعة Open Letter، فضلًا عن كتاب فضائل الإمام أحمد بن حنبل لابن الجوزي من تحرير وترجمة مايكل كوبرسون، والتي نالت جائزة الشيخ حمد للترجمة والتفاهم الدولي عام 2016، ورسالة الغفران للمعرّي من تحرير وترجمة جيرت جان فان جيلدر وجريجور شويلر وهو الكتاب الذي فاز بجائزة الشيخ حمد للترجمة والتفاهم الدولي عام 2015.

## قائمة أعضاء مجلس المكتبة
هذه قائمةٌ بأبرز أعضاء مجلس المكتبة:
- محمد عبد الحليم (كلية الدراسات الشرقية والأفريقية، جامعة لندن)
- روجر ألين (جامعة بنسلفانيا)
- أنتوني أبياه (جامعة نيويورك)
- عزيز العظمة (جامعة أوروبا الوسطى، بودابست)
- تسفي بن دور بينيت (جامعة نيويورك)
- بيتر كول (القدس ونيو هافن)
- همفري ديفيز (القاهرة)
- نادية الشيخ (الجامعة الأمريكية في بيروت)
- غيرت جان فان جيلدر (جامعة أكسفورد)
- أنتونيلا غيرسيتي (جامعة كا فوسكاري، البندقية)
- عمر سيف غباش (الإمارات العربية المتحدة)
- بياتريس جرويندلر (جامعة برلين الحرة)
- ديميتري جوتاس (جامعة ييل)
- روبرت هويلاند (جامعة نيويورك)
- روبرت ايروين (لندن)
- شيرمان جاكسون (جامعة جنوب كاليفورنيا)
- ماريون كاتز (جامعة نيويورك)
- جين دامين مكوليف (كلية برين ماور)
- أنجيليكا نيوورث (جامعة فراي، برلين)
- زكي نسيبة (مكتب شؤون الرئاسة، أبوظبي)
- وين تشين اويانغ (كلية الدراسات الشرقية والأفريقية، جامعة لندن)
- وداد القاضي (جامعة شيكاغو)
- تيم ريس (جامعة نيويورك)
- تشيس إف روبنسون (مركز الدراسات العليا بجامعة مدينة نيويورك)
- إيفريت روسون (جامعة نيويورك)
- مايكل سيلز (جامعة شيكاغو)
- ريتشارد سيبورث (جامعة نيويورك)
- علي بن تميم (جائزة الشيخ زايد للكتاب، أبوظبي).
- ديفيد وينز (جامعة لانكستر)
- مارينا وارنر (كلية بيركبيك، جامعة لندن)